# هاتاري!
هاتاري! (بالإنجليزية: Hatari!)‏ هو فيلم مغامرات كوميدي أمريكي من إخراج هاورد هوكس وبطولة جون واين، هاردي كروغر، إلسا مارتينيلي وريد بوتونز، صدر الفيلم في 19 يونيو 1962.

## وصلات خارجية
- هاتاري! على موقع IMDb (الإنجليزية)
- هاتاري! على موقع الموسوعة البريطانية (الإنجليزية)
- هاتاري! على موقع روتن توميتوز (الإنجليزية)
- هاتاري! على موقع نتفليكس (الإنجليزية)
- هاتاري! على موقع قاعدة بيانات الأفلام العربية
- هاتاري! على موقع ألو سيني (الفرنسية)
- هاتاري! على موقع Turner Classic Movies (الإنجليزية)
- هاتاري! على موقع أول موفي (الإنجليزية)
- هاتاري! على موقع بوكس أوفيس موجو (الإنجليزية)
- هاتاري! على موقع فيلمافينيتي (الإسبانية)